# Granger (Missouri)
Granger és una població dels Estats Units a l'estat de Missouri. Segons el cens del 2000 tenia 44 habitants.

## Demografia
Segons el cens del 2000, Granger tenia 44 habitants, 22 habitatges, i 10 famílies. La densitat de població era de 106,2 habitants per km².
Dels 22 habitatges en un 22,7% hi vivien nens de menys de 18 anys, en un 27,3% hi vivien parelles casades, en un 13,6% dones solteres, i en un 54,5% no eren unitats familiars. En el 54,5% dels habitatges hi vivien persones soles el 27,3% de les quals corresponia a persones de 65 anys o més que vivien soles. El nombre mitjà de persones vivint en cada habitatge era de 2 i el nombre mitjà de persones que vivien en cada família era de 3,2.
Per edats la població es repartia de la següent manera: un 22,7% tenia menys de 18 anys, un 6,8% entre 18 i 24, un 25% entre 25 i 44, un 27,3% de 45 a 60 i un 18,2% 65 anys o més.
L'edat mediana era de 40 anys. Per cada 100 dones de 18 o més anys hi havia 88,9 homes.
La renda mediana per habitatge era de 20.417 $ i la renda mediana per família de 31.250 $. Els homes tenien una renda mediana de 19.583 $ mentre que les dones 14.063 $. La renda per capita de la població era de 12.400 $. Cap de les famílies i el 14,9% de la població estaven per davall del llindar de pobresa.

## Poblacions més properes
El següent diagrama mostra les poblacions més properes.